# Michael Gergen
Pour les articles homonymes, voir Gergen.
Michael Gergen (né le 17 février 1987 à Hastings dans l'État du Minnesota) est un joueur professionnel américain de hockey sur glace. Il évoluait aux postes de défenseur et d'ailier gauche.

## Carrière de joueur
En 2005, il débute avec l'Université de Minnesota-Duluth dans le championnat NCAA. Il est repêché au 2e tour, 61e au total par les Penguins de Pittsburgh au repêchage d'entrée de 2005. Les Bulldogs remportent la Western Collegiate Hockey Association 2009. Il passe alors professionnel avec l'EC Red Bull Salzbourg. L'équipe remporte la coupe continentale 2010 ainsi que l'EBEL, l'élite autrichienne en 2010. Il ne participe pas aux séries éliminatoires et est laissé à disposition de l'équipe réserve dans la Nationalliga.

## Trophées et honneurs personnels
- 2009 : nommé dans l'équipe académique de la Western Collegiate Hockey Association.

## Statistiques

### En club
| Saison    | Équipe                         | Ligue        |    | Saison régulière | Saison régulière | Saison régulière | Saison régulière | Saison régulière |   | Séries éliminatoires | Séries éliminatoires | Séries éliminatoires | Séries éliminatoires | Séries éliminatoires |
| Saison    | Équipe                         | Ligue        | PJ | B                | A                | Pts              | Pun              | PJ               | B | A                    | Pts                  | Pun                  |                      |                      |
| 2003-2004 | Shattuck St. Mary's            | USHS         | 70 | 30               | 43               | 73               |                  |                  |   |                      |                      |                      |                      |                      |
| 2004-2005 | Shattuck St. Mary's            | USHS         | 66 | 56               | 50               | 106              | 104              |                  |   |                      |                      |                      |                      |                      |
| 2005-2006 | Université de Minnesota-Duluth | NCAA         | 39 | 14               | 8                | 22               | 63               | -                | - | -                    | -                    | -                    |                      |                      |
| 2006-2007 | Université de Minnesota-Duluth | NCAA         | 39 | 5                | 11               | 16               | 34               | -                | - | -                    | -                    | -                    |                      |                      |
| 2007-2008 | Université de Minnesota-Duluth | NCAA         | 33 | 6                | 7                | 13               | 49               | -                | - | -                    | -                    | -                    |                      |                      |
| 2008-2009 | Université de Minnesota-Duluth | NCAA         | 42 | 9                | 9                | 18               | 40               | -                | - | -                    | -                    | -                    |                      |                      |
| 2009-2010 | EC Red Bull Salzbourg          | EBEL         | 45 | 4                | 7                | 11               | 82               | -                | - | -                    | -                    | -                    |                      |                      |
| 2009-2010 | EC Red Bull Salzbourg          | Nationalliga | 5  | 4                | 3                | 7                | 4                | 5                | 2 | 6                    | 8                    | 8                    |                      |                      |
| 2009-2010 | EC Red Bull Salzbourg          | CC           | 3  | 1                | 1                | 2                | 4                | -                | - | -                    | -                    | -                    |                      |                      |
| 2010-2011 | Grizzlies de l'Utah            | ECHL         | 19 | 1                | 6                | 7                | 14               | -                | - | -                    | -                    | -                    |                      |                      |
| 2010-2011 | Condors de Bakersfield         | ECHL         | 43 | 8                | 15               | 23               | 22               | 4                | 0 | 0                    | 0                    | 0                    |                      |                      |
| 2011-2012 | Condors de Bakersfield         | ECHL         | 21 | 4                | 6                | 10               | 22               | -                | - | -                    | -                    | -                    |                      |                      |
| 2011-2012 | Steelheads de l'Idaho          | ECHL         | 38 | 1                | 10               | 11               | 30               | 6                | 1 | 2                    | 3                    | 2                    |                      |                      |